# アトリエ・ワン
アトリエ・ワンは、日本の建築家ユニットで、1992年に結成された。個人住宅を中心に建築、デザイン活動を行っているが、他にも、都市空間フィールドワークや美術展の活動などもしている。

## 概要
「アトリエ・ワン」の「ワン」は、数の「One」ではなく、「ワン！」という犬のほえ声である。だから例えば、これを英語表記すれば「Atelier Bow-Wow」、中文表記すれば「犬吠工作室」となり、言語によって（つまり、犬の鳴き声の表現が言語、文化ごとに違うので）、表記が異なってくる。
建築評論家の飯島洋一によって、「ユニット派」の一員として批判的に評され、その後、アトリエ・ワンといえばユニット派、という風に見られるようになった。しかし、当の本人たちや、同じく建築評論家の五十嵐太郎やライターの永江朗は、的確でないとして否定的に飯島の論を見ている。
Team Made In Tokyo (TMIT) を結成し、その1996年からの成果をウェブサイトで発表、2001年に鹿島出版会から『メイド・イン・トーキョー』を出版した。これは、東京をフィールドワーク、観察するものであり、そこで発見した効率、実利に偏重した独特で奇妙な建築を集めている。また、東京工業大学塚本研究室とのプロジェクトで、「ペット・アーキテクチャー」という用語を提唱している。これは、東京の建物と建物の隙間などに建てられた「犬小屋以上兎小屋以下」の建築のことで、プロジェクトで積極的に観察を行っている。この成果は、2000年10月の展覧会での発表を経て、2001年にワールド・フォトプレスから『ペット・アーキテクチャー・ガイドブック』としてまとめられた。このように、アトリエ・ワンは土木建築を含めた無名の建築にも着目し、有名な建築と同等に、それを自らの建築にいかしているのが、ひとつの特徴といえる。

## 構成人物
塚本由晴
（つかもと よしはる、1965年1月20日 - ）は、建築家。神奈川県茅ヶ崎市に生まれる。1987年に、東京工業大学工学部建築学科を卒業。大学時代は、坂本一成の研究室に所属していた。1987年から一年間に渡ってパリ建築大学ベルヴィル校に留学。1992年に、貝島とアトリエ・ワン結成にいたる。1994年、東京工業大学大学院博士課程（工学）を修了。現在は、アトリエ・ワンでの活動とともに、東京工業大学建築学科の教授を務めている。東京工業大学塚本研究室出身者に、建築家の長谷川豪、建築家の藤村龍至東京藝術大学准教授、建築家の吉村英孝日本工業大学准教授、ツクルバ共同創業者の中村真広などがいる。2022年ウルフ賞芸術部門（建築）受賞。
貝島桃代
（かいじま ももよ、1969年2月8日- ）は、建築家。東京都新宿区に生まれる。1991年、日本女子大学住居学科を卒業。そして1992年に、塚本とアトリエ・ワンを結成。1994年、東京工業大学大学院修士課程（工学）を修了。1996年から1997年まで、スイス連邦工科大学の奨学生となっている。東京工業大学大学院博士課程を修了した2000年から、筑波大学芸術学専任講師を務め、2005年から2007年まで、スイス連邦工科大学客員教授に着任。2008年からクイーンズランド大学非常勤教授を、2009年から筑波大学准教授を、2017年からスイス連邦工科大学チューリッヒ校教授（建築ふるまい学）を務め、同校にStudio Bow-Wow ETHZを開設し塚本らと教鞭を執った。2022年ウルフ賞芸術部門（建築）受賞。

### 元構成人物
寺内 美紀子
（てらうち みきこ、1966年 - ）は、建築家。香川県に生まれる。1989年、九州大学工学部建築学科を卒業。1992年に東京工業大学大学院修士課程を修了し、1994年から2001年まで、東京工業大学の技術補佐員と助手（1997年4月から）を務める。2001年4月、アトリエ・ワンに加入、共同主宰となったが、2003年5月に脱退、6月に寺内美紀子建築設計事務所を設立して代表に就任、独立した。2005年4月から2012年3月まで茨城大学工学部都市システム工学科助教授（その後准教授）。2012年4月から信州大学工学部建築学科の准教授を務め、その後信州大学工学部建築学科教授に就いている。

## 建築作品

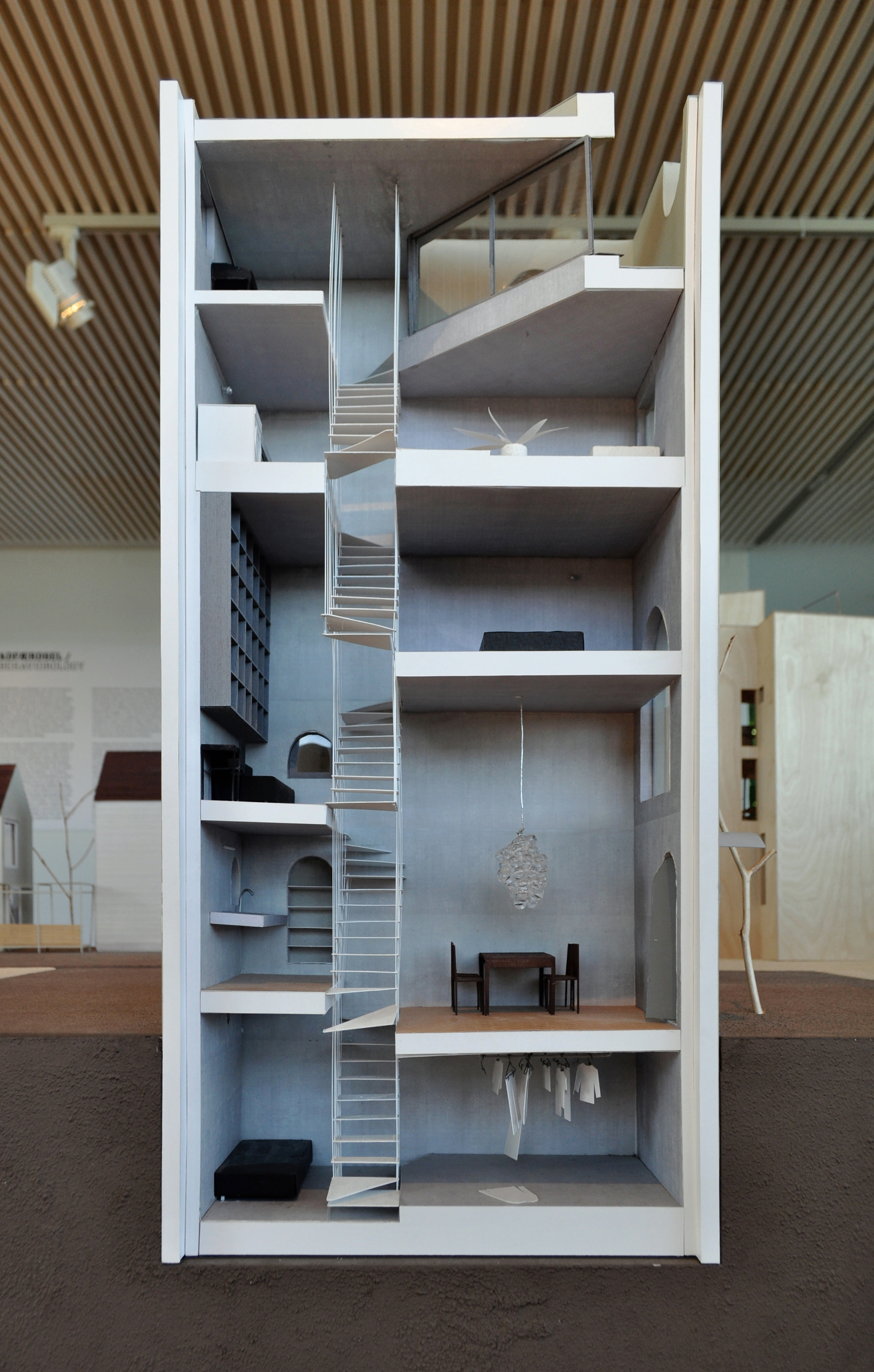
ルイジアナ近代美術館での展示作品（2006年）

| 名称                             | 年     | 所在地           | 状態     | 備考                                              |
| -------------------------------- | ------ | ---------------- | -------- | ------------------------------------------------- |
| ハスネ・ワールド・アパートメント | 1995年 | 東京都板橋区     |          | 共同設計：竹内昌義 、東京建築士会住宅建築賞       |
| アニ・ハウス                     | 1998年 | 神奈川県茅ヶ崎市 |          | 東京建築士会住宅建築賞                            |
| ミニハウス                       | 1999年 | 東京都練馬区     |          | 東京建築士会住宅建築賞金賞、吉岡賞                |
| ガエハウス                       | 2003年 | 東京都世田谷区   |          |                                                   |
| ジグ                             | 2003年 | 千葉県船橋市     |          |                                                   |
| ジューシー・ハウス               | 2005年 | 東京都世田谷区   |          |                                                   |
| アコ・ハウス                     | 2005年 | 東京都世田谷区   |          |                                                   |
| ハウス＆アトリエ・ワン           | 2005年 | 東京都新宿区     |          |                                                   |
| ノラ・ハウス                     | 2006年 | 宮城県仙台市     |          |                                                   |
| 鶴山荘                           | 2007年 | 長野県軽井沢町   |          |                                                   |
| スウェー・ハウス                 | 2008年 | 東京都世田谷区   |          |                                                   |
| みやした こうえん                | 2011年 | 東京都渋谷区     | 現存せず |                                                   |
| 北本駅西口駅前広場               | 2012年 | 埼玉県北本市     |          |                                                   |
| 里山ながや・星野川               | 2018年 | 福岡県八女市     |          | 板倉構法 / 福岡県木造・木質化建築賞 木造の部 大賞 |

## 著書
以下以外にも、共著物がある。
- もっと小さな家、アトリエ・ワン、2001年
- ペット・アーキテクチャー・ガイドブック、ワールド・フォトプレス、2001年
- メイド・イン・トーキョー、鹿島出版会、2001年
- 「小さな家」の気づき、2003年、王国社 - 塚本個人の著作
- ブロークン・パリ、Batofar、2001年
- アトリエ・ワン・フロム・ポスト・バブル・シティ、INAX出版、2006年
- 図解アトリエ・ワン、TOTO出版、2007年
- アトリエ・ワン　空間の響き／響きの空間　現代建築家コンセプト・シリーズ 5、INAX出版、2009年
- 建築からみた まち いえ たてもの のシナリオ、INAX出版、2010年- 貝島個人の著作
- 図解２アトリエ・ワン、TOTO出版、2014年
- アトリエ・ワン　コモナリティーズ - ふるまいの生産、LIXIL出版、2014年

## アトリエ・ワン出身の建築家
- 武井誠

## 脚註
1. ↑  飯島洋一「＜崩壊＞のあとで：ユニット派批判」『JT 新建築住宅特集』2000年8月号、新建築社、「反フラット論：＜崩壊＞のあとで2」『新建築』2001年12月号、新建築社
2. ↑  永江朗『批評の事情：不良のための論壇案内』原書房、2001年
3. ↑  仕事と研究、刺激しあうことで豊かな建築を株式会社長谷川豪建築設計事務所代表東京工業大学
4. ↑  21世紀のバウハウス。僕らがやらなきゃならないのは、これだと思うんです。INCLUSIVE Inc. 2014年 6月26日
5. 1 2  イスラエル大使館 Israel in Japan
6. ↑  Biography筑波大学
7. ↑  連載 第16回ヴェネチア・ビエンナーレ国際建築展 2018 建築の民族誌／後編 アトリエ・ワン／東京工業大学大学院教授WINDOW RESEARCH INSTITUTE
8. ↑  アトリエ・ワンの貝島桃代が、スイス連邦工科大学チューリッヒ校の教授に任命 architecturephoto®
9. ↑  寺内 美紀子 テラウチ ミキコ  (Mikiko Terauchi)